# Südafrikanische Cricket-Nationalmannschaft in England in der Saison 2017
Die Tour der südafrikanischen Cricket-Nationalmannschaft nach England in der Saison 2017 fand vom 24. Mai bis zum 7. August 2017 statt. Die internationale Cricket-Tour war Bestandteil der Internationalen Cricket-Saison 2017 und umfasste vier Tests, drei ODIs und drei Twenty20s. England gewann die Test-Serie 3–1 und die ODI- und Twenty20-Serie jeweils 2–1.

## Vorgeschichte
England bestritt zuvor eine ODI-Serie gegen Irland, für Südafrika war es die erste Tour der Saison. Das letzte Aufeinandertreffen der beiden Mannschaften bei einer Tour fand in der Saison 2015/16 in Südafrika statt. Nach der ODI-Serie wurde die Tour für die ICC Champions Trophy 2017 unterbrochen.

## Stadien
Die folgenden Stadien wurden für die Tour als Austragungsort vorgesehen und am 1. Juli 2016 bekanntgegeben.
| Stadion                     | Stadt       | Kapazität | Spiele          |
| --------------------------- | ----------- | --------- | --------------- |
| Sophia Gardens              | Cardiff     | 15.643    | 3. T20          |
| Headingley Stadium          | Leeds       | 17.000    | 1. ODI          |
| The Oval                    | London      | 23.500    | 3. Test         |
| Lord’s Cricket Ground       | London      | 30.000    | 1. Test; 3. ODI |
| Old Trafford Cricket Ground | Manchester  | 19.000    | 4. Test         |
| Trent Bridge                | Nottingham  | 15.350    | 2. Test         |
| Rose Bowl                   | Southampton | 6.500     | 2. ODI; 1. T20  |
| County Ground               | Taunton     | 8.500     | 2. T20          |

## Kaderlisten
Südafrika benannte seinen ODI-Kader am 19. April, seinen Twenty20-Kader am 13. Juni und den Test-Kader am 26. Juni 2017.
England benannte seinen ODI-Kader am  25. April, seinen Twenty20-Kader am 12. Juni und seinen Test-Kader am 1. Juli 2017.
| Test | Test | ODI | ODI | Twenty20 | Twenty20 |
| England | Südafrika | England | Südafrika | England | Südafrika |
| --- | --- | --- | --- | --- | --- |
| - Joe Root (K) - Moeen Ali - James Anderson - Jonny Bairstow (wk) - Gary Ballance - Stuart Broad - Alastair Cook - Liam Dawson - Steven Finn - Keaton Jennings - Dawid Malan - Toby Roland-Jones - Ben Stokes - Tom Westley - Mark Wood | - Faf du Plessis (K) - Dean Elgar (VK) - Hashim Amla - Temba Bavuma - Theunis de Bruyn - Quinton de Kock (wk) - JP Duminy - Heino Kuhn - Keshav Maharaj - Aiden Markram - Morné Morkel - Chris Morris - Duanne Olivier - Andile Phehlukwayo - Vernon Philander - Kagiso Rabada | - Eoin Morgan (K) - Moeen Ali - Jonny Bairstow - Jake Ball - Sam Billings - Jos Buttler (wk) - Liam Dawson - Steven Finn - Alex Hales - Liam Plunkett - Adil Rashid - Toby Roland-Jones - Joe Root - Jason Roy - Ben Stokes - David Willey - Chris Woakes - Mark Wood | - AB de Villiers (K) - Hashim Amla - Farhaan Behardien - Quinton de Kock (wk) - Faf du Plessis - Jean-Paul Duminy - Keshav Maharaj - David Miller - Chris Morris - Morné Morkel - Wayne Parnell - Andile Phehlukwayo - Dwaine Pretorius - Kagiso Rabada - Imran Tahir | - Eoin Morgan (K) - Jonny Bairstow - Sam Billings - Jos Buttler (wk) - Mason Crane - Tom Curran - Liam Dawson - Alex Hales - Chris Jordan - Liam Livingstone - Dawid Malan - Craig Overton - Liam Plunkett - Jason Roy - David Willey - Mark Wood | - AB de Villiers (K) - Farhaan Behardien - Reeza Hendricks - Imran Tahir - David Miller - Morné Morkel - Chris Morris - Mangaliso Mosehle (wk) - Wayne Parnell - Dane Paterson - Andile Phehlukwayo - Dwaine Pretorius - Tabraiz Shamsi - Jon-Jon Smuts |

## Tour Matches
| 19. Mai Scorecard | Hove | South Africans 289-4 (32/32)       | – | Sussex 223-9 (32/32) |
|                   |      | South Africans gewinnt mit 66 Runs |   |                      |

| 21. Mai Scorecard | Northampton | South Africans 275-7 (50)          | – | Northamptonshire 262 (47.1) |
|                   |             | South Africans gewinnt mit 13 Runs |   |                             |

| 29. Juni – 2. Juli Scorecard | Worcester | South Africans 382-6d (97.3) | – | England Lions 266-4d (80.1) |
|                              |           | Remis                        |   |                             |

## One-Day Internationals

### Erstes ODI in Leeds
| 24. Mai Scorecard | Leeds | England 339-6 (50)          | – | Südafrika 267 (45) |
|                   |       | England gewinnt mit 72 Runs |   |                    |

### Zweites ODI in Southampton
| 27. Mai Scorecard | Southampton | England 330-6 (50)         | – | Südafrika 328-5 (50) |
|                   |             | England gewinnt mit 2 Runs |   |                      |

### Drittes ODI in London
| 29. Mai Scorecard | London (Lord’s) | England 153 (31.3)              | – | Südafrika 156-3 (28.5) |
|                   |                 | Südafrika gewinnt mit 7 Wickets |   |                        |

## Twenty20 Internationals

### Erstes Twenty20 in Southampton
| 21. Juni Scorecard | Southampton | Südafrika 142-3 (20)          | – | England 143-1 (14.3) |
|                    |             | England gewinnt mit 9 Wickets |   |                      |

### Zweites Twenty20 in Taunton
| 23. Juni Scorecard | Taunton | Südafrika 174-8 (20)         | – | England 171-6 (20) |
|                    |         | Südafrika gewinnt mit 3 Runs |   |                    |

### Drittes Twenty20 in Cardiff
| 25. Juni Scorecard | Cardiff | England 181-8 (20)          | – | Südafrika 162-7 (20) |
|                    |         | England gewinnt mit 19 Runs |   |                      |

## Tests

### Erster Test in London
| 6. – 9. Juli Scorecard | London (Lord’s) | England 458 (105.3) & 233 (87.1) | – | Südafrika 361 (105) & 119 (36.4) |
|                        |                 | England gewinnt mit 211 Runs     |   |                                  |

### Zweiter Test in Nottingham
| 14. – 17. Juli Scorecard | Nottingham | Südafrika 335 (96.2) & 343-9d (104) | – | England 205 (51.5) & 133 (44.2) |
|                          |            | Südafrika gewinnt mit 340 Runs      |   |                                 |

### Dritter Test in London
| 27. – 31. Juli Scorecard | London (Oval) | England 353 (103.2) & 313-8d (79.5) | – | Südafrika 175 (58.4) & 252 (77.1) |
|                          |               | England gewinnt mit 239 Runs        |   |                                   |

### Vierter Test in Manchester
| 4. – 7. August Scorecard | Manchester | England 362 (108.2) & 243 (69.1) | – | Südafrika 226 (72.1) & 202 (62.5) |
|                          |            | England gewinnt mit 177 Runs     |   |                                   |

## Statistiken
Die folgenden Cricketstatistiken wurden bei dieser Tour erzielt.
| Tests          | Tests      | Tests   | Tests   | Tests   | Tests   | Tests   | Tests   | Tests   |
| Batting        | Batting    | Batting | Batting | Batting | Batting | Batting | Batting | Batting |
| Spieler        | Mannschaft | Spiele  | Innings | Runs    | Average | HS      | 100s    | 50s     |
| -------------- | ---------- | ------- | ------- | ------- | ------- | ------- | ------- | ------- |
| Joe Root       | England    | 4       | 8       | 461     | 57,62   | 190     | 1       | 3       |
| Jonny Bairstow | England    | 4       | 8       | 330     | 41,25   | 99      | 0       | 3       |
| Hashim Amla    | Südafrika  | 4       | 8       | 329     | 41,12   | 87      | 0       | 3       |
| Ben Stokes     | England    | 4       | 8       | 299     | 37,37   | 112     | 1       | 2       |
| Dean Elgar     | Südafrika  | 4       | 8       | 291     | 36,37   | 136     | 1       | 2       |
| Bowling        |            |         |         |         |         |         |         |         |
| Spieler        | Mannschaft | Spiele  | Overs   | Wickets | Average | BBI     | 5W      | 10W     |
| Moeen Ali      | England    | 4       | 121     | 25      | 15,64   | 6/53    | 2       | 1       |
| James Anderson | England    | 4       | 125.2   | 20      | 14,10   | 5/72    | 1       | 0       |
| Morné Morkel   | Südafrika  | 4       | 159     | 19      | 26,36   | 4/41    | 0       | 0       |
| Keshav Maharaj | Südafrika  | 4       | 162.4   | 17      | 30,35   | 4/85    | 0       | 0       |
| Kagiso Rabada  | Südafrika  | 3       | 135     | 16      | 28,43   | 4/91    | 0       | 0       |

| ODIs            | ODIs       | ODIs    | ODIs    | ODIs    | ODIs    | ODIs    | ODIs    | ODIs    |
| Batting         | Batting    | Batting | Batting | Batting | Batting | Batting | Batting | Batting |
| Spieler         | Mannschaft | Spiele  | Innings | Runs    | Average | HS      | 100s    | 50s     |
| --------------- | ---------- | ------- | ------- | ------- | ------- | ------- | ------- | ------- |
| Eoin Morgan     | England    | 3       | 3       | 160     | 53,33   | 107     | 1       | 0       |
| Hashim Amla     | Südafrika  | 3       | 3       | 152     | 50,66   | 73      | 0       | 2       |
| Quinton de Kock | Südafrika  | 3       | 3       | 137     | 45,66   | 98      | 0       | 1       |
| Ben Stokes      | England    | 2       | 2       | 126     | 63,00   | 101     | 1       | 0       |
| AB de Villiers  | Südafrika  | 3       | 3       | 124     | 62,00   | 52      | 0       | 1       |
| Bowling         |            |         |         |         |         |         |         |         |
| Spieler         | Mannschaft | Spiele  | Overs   | Wickets | Average | BBI     | 5W      | 10W     |
| Kagiso Rabada   | Südafrika  | 3       | 28      | 7       | 21,71   | 4/39    | 0       | 0       |
| Chris Woakes    | England    | 1       | 8       | 4       | 9,50    | 4/38    | 0       | 0       |
| Wayne Parnell   | Südafrika  | 2       | 15      | 4       | 22,50   | 3/43    | 0       | 0       |
| Keshav Maharaj  | Südafrika  | 2       | 16.1    | 4       | 24,25   | 3/25    | 0       | 0       |
| Liam Plunkett   | England    | 2       | 19      | 4       | 26,50   | 3/64    | 0       | 0       |

| Twenty20s          | Twenty20s  | Twenty20s | Twenty20s | Twenty20s | Twenty20s | Twenty20s | Twenty20s | Twenty20s |
| Batting            | Batting    | Batting   | Batting   | Batting   | Batting   | Batting   | Batting   | Batting   |
| Spieler            | Mannschaft | Spiele    | Innings   | Runs      | Average   | HS        | 100s      | 50s       |
| ------------------ | ---------- | --------- | --------- | --------- | --------- | --------- | --------- | --------- |
| AB de Villiers     | Südafrika  | 3         | 3         | 146       | 73,00     | 65*       | 0         | 1         |
| Jonny Bairstow     | England    | 2         | 2         | 107       | 107,00    | 60*       | 0         | 1         |
| Jason Roy          | England    | 3         | 3         | 103       | 34,33     | 67        | 0         | 1         |
| Farhaan Behardien  | Südafrika  | 3         | 3         | 99        | 49,50     | 64*       | 0         | 1         |
| Alex Hales         | England    | 2         | 2         | 83        | 83,00     | 47*       | 0         | 0         |
| Bowling            |            |           |           |           |           |           |           |           |
| Spieler            | Mannschaft | Spiele    | Overs     | Wickets   | Average   | BBI       | 5W        | 10W       |
| Tom Curran         | England    | 2         | 8         | 5         | 11,00     | 3/33      | 0         | 0         |
| Dane Paterson      | Südafrika  | 2         | 8         | 5         | 12,80     | 4/32      | 0         | 0         |
| Andile Phehlukwayo | Südafrika  | 3         | 9.3       | 4         | 22,25     | 2/44      | 0         | 0         |
| Chris Jordan       | England    | 3         | 12        | 4         | 25,00     | 3/31      | 0         | 0         |
| Liam Plunkett      | England    | 2         | 8         | 3         | 19,33     | 2/36      | 0         | 0         |

## Player of the Series
Als Player of the Series wurden die folgenden Spieler ausgezeichnet.
| Serie | Player of the Series   |
| ----- | ---------------------- |
| Test  | Moeen Ali Morné Morkel |
| ODI   | Eoin Morgan            |

### Player of the Match
Als Player of the Match wurden die folgenden Spieler ausgezeichnet.
| Spiel   | Player of the Match |
| ------- | ------------------- |
| 1. ODI  | Moeen Ali           |
| 2. ODI  | Ben Stokes          |
| 3. ODI  | Kagiso Rabada       |
| 1. T20  | Jonny Bairstow      |
| 2. T20  | Chris Morris        |
| 3. T20  | Dawid Malan         |
| 1. Test | Moeen Ali           |
| 2. Test | Vernon Philander    |
| 3. Test | Ben Stokes          |
| 4. Test | Moeen Ali           |